# Mendelssohn-Bartholdy-Park
Mendelssohn-Bartholdy-Park – park w Niemczech, w Berlinie, w dzielnicy Kreuzberg, w okręgu administracyjnym Friedrichshain-Kreuzberg. Założony został w latach 1960–1967. Nazwa nawiązuje do niemieckiego kompozytora Felixa Mendelssohn-Bartholdy’ego. Powierzchnia parku wynosi ok. 2 ha.
W pobliżu parku znajduje się stacja metra Mendelssohn-Bartholdy-Park.